# 965년

## 연호
- 북송(北宋) 건덕(乾德) 3년
- 요(遼) 응력(應曆) 15년
- 일본(日本) 고호(康保) 2년
- 남한(南漢) 대보(大寶) 8년
- 후촉(後蜀) 광정(廣政) 28년
- 북한(北漢) 천회(天會) 9년

## 기년
- 북송(北宋) 태조(太祖) 6년
- 요(遼) 목종(穆宗) 15년
- 고려(高麗) 광종(光宗) 16년

## 사건
- 광종에게 쓴 소리한 서필이 세상을 떠나자 광종이 몹시 슬퍼함.

## 사망
- 고려(高麗)의 문신(文臣) 서필(徐弼)